# Le Bal Blomet
Pour les articles homonymes, voir Bal Blomet.
Le Bal Blomet est une chanson de Saint-Michel et Mademoiselle Éférie sur l'ex-Bal Nègre, célèbre ancien cabaret dansant afro-antillais et club de jazz du Paris des Années folles. Il est situé au 33 rue Blomet dans le quartier Necker du 15e arrondissement de Paris, à l’ouest de Montparnasse.
Extraite de l'album Grand Enfant (Afro-Jazz vol.1), la  chanson est écrite  par Michel Bampély et Virginie Eudes, composée par Garcia Landry Belinga et réalisée par le pianiste Tiery-F. Le titre est sorti en 2023 via le label Virgin Music Africa et distribué par Universal Music Africa,.

## Description

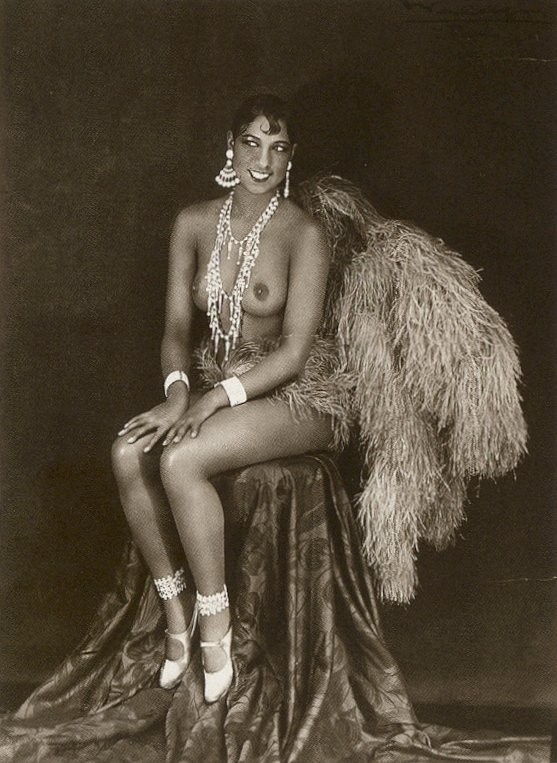
Portrait de Joséphine Baker en 1927 au moment où elle se produisait au Bal Nègre (cliché Waléry, Paris).

La chanson Le Bal Blomet  de Saint-Michel en duo avec la slameuse Mademoiselle Éférie, rappelle l'effervescence des années folles parisiennes, évoquant ainsi une période où la musique antillaise captivait le cœur de Paris dans le quartier du Montparnasse. L'amour s'invite dès les premières mesures, tandis que les notes mélodieuses créent une atmosphère sensuelle et passionnée. Les deux artistes s'éprennent l'un, l'autre dans une scène de danse et de séduction.
Dans La Force de l'âge, son autobiographie publiée en 1960, la romancière et philosophe Simone de Beauvoir évoque ces soirées en les décrivant avec précision. : « Le dimanche soir, on délaissait les amères élégances du scepticisme, on s’exaltait sur la splendide animalité des Noirs de la rue Blomet. […] À cette époque [fin des années trente], très peu de Blanches se mêlaient à la foule noire ; moins encore se risquaient sur la piste : face aux souples Africains, aux Antillais frémissants, leur raideur était affligeante ; si elles tentaient de s’en départir, elles se mettaient à ressembler à des hystériques en transe. […] j'aimais regarder les danseurs ; je buvais du punch ; le bruit, la fumée, les vapeurs de l’alcool, les rythmes violents de l’orchestre m’engourdissaient ; à travers cette brume je voyais passer de beaux visages heureux. Mon cœur battait un peu plus vite quand explosait le quadrille final : dans le déchaînement des corps en fête, il me semblait toucher ma propre ardeur de vivre ».

## Musique

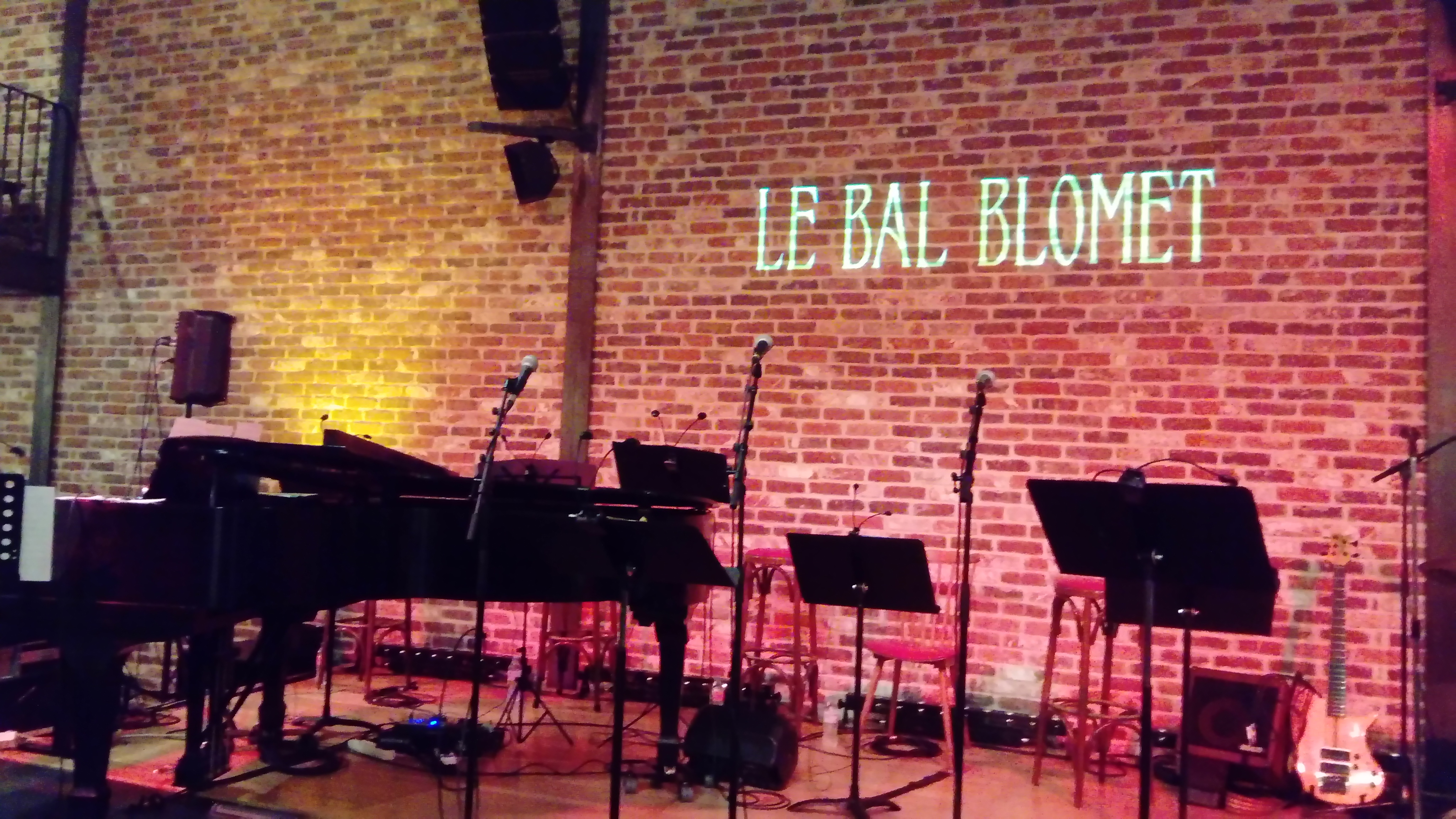
Cabaret Le Bal Blomet, 33 rue Blomet, 75015 Paris

La musique du Bal Blomet se définit par la fusion du jazz et de l'afrobeat, alliant l'harmonisation jazz à des cuivres puissants, des rythmes traditionnels inspirés de la musique afro-cubaine. La mélodie de la musique est signée par Garcia Landry Belinga, artiste et musicien originaire de Ngaoundéré au Cameroun ,.
L'orchestration et la direction musicale ont été confiées au compositeur, pianiste et percussionniste Tiery-F, reconnu pour son approche éclectique dans le monde de la musique, du cinéma et de la publicité,. Le jeu de guitare cubaine est réalisé par Bruno Dias, artiste et professeur de guitare classique au Conservatoire de musique de Genève,.

## Paroles
Le texte dépeint l'ambiance enivrante des Années folles parisiennes, où la passion amoureuse se mêle au rythme trépident de la ville. Les paroles remémorent un Paris étoilé, magique et sensuel :
Je me rappelle des années folles parisiennes

Celles du Bal Nègre, au cabaret 33 rue Blomet

Je me rappelle de toi et moi

Puisque le feu brûle entre toi et moi

Puisque nos cœurs battent et nos corps se dévoilent

Paris sous les étoiles

Puisque le feu brûle entre toi et moi

Puisque nos cœurs battent et nos corps se dévoilent

Paris lève le voile

Donne-moi ce que mon cœur désire

Je danse comme on brûle sous les flammes

Sous tes doigts j'entends mon plaisir

Ce soir ton mon corps te réclame

Ta musique me rend de toute beauté

Comme ces mots que tu viens me chuchoter

Mon âme est en transe

Antillaise est l'ambiance

.
(paroles : Michel Bampély et Virginie Eudes)

## Artistes et musiciens
- Saint-Michel : auteur, chant, chœurs
- Mademoiselle Éférie : auteur, chant, chœurs
- Tiery-F : piano, claviers, percussions et réalisation musicale
- Yvano : enregistrement, direction vocale,
- Bruno Dias : guitares cubaines
- Garcia Landry Belinga (G Brax) : composition

## Crédits
Source des crédits
- Enregistré, arrangé, réalisé, mixé et masterisé par Tiery-F au studio Loïs et Clark
- Enregistré, dirigé par Yvano au studio Al Music Records
- Artwork : Jocelyn Nkembe Nyemb

## Historique de sortie
| Pays         | Date        | Format               | Label                                       |
| ------------ | ----------- | -------------------- | ------------------------------------------- |
| Afrique      | 26 mai 2023 | Téléchargement légal | Virgin Music Africa, Universal Music Africa |
| Monde entier | 26 mai 2023 | CD                   | Inouie Distribution                         |